# Olympische Sommerspiele 1960/Teilnehmer (Norwegen)
| Gelbes Symbol für Goldmedaillen mit stilisierten Olympischen Ringen | Graues Symbol für Silbermedaillen mit stilisierten Olympischen Ringen | Braundes Symbol für Bronzemedaillen mit stilisierten Olympischen Ringen |
| ------------------------------------------------------------------- | --------------------------------------------------------------------- | ----------------------------------------------------------------------- |
| 1                                                                   | —                                                                     | —                                                                       |

Norwegen nahm an den Olympischen Sommerspielen 1960 in der italienischen Hauptstadt Rom mit 40 Sportlern, 39 Männer und eine Frau, an 39 Wettbewerben in elf Sportarten teil.
Seit 1900 war es die zwölfte Teilnahme Norwegens an Olympischen Sommerspielen.
Jüngste Athletin war mit 17 Jahren und 208 Tagen die Speerwerferin Unn Thorvaldsen, ältester Athlet der Segler Øivind Christensen (60 Jahre und 324 Tage).

## Flaggenträger
Der Hammerwerfer Sverre Strandli trug die Flagge Norwegens während der Eröffnungsfeier im Olympiastadion.

## Medaillen
Mit einer gewonnenen Goldmedaille belegte das norwegische Team Platz 21 im Medaillenspiegel.

### Gold
| Bjørn Bergvall und Peder Lunde junior | Segeln | Flying Dutchman |

## Teilnehmer nach Sportarten

### Boxen
Herren
- Roy Askevold
  - Halbmittelgewicht

Rang 17
Runde eins: Punktniederlage gegen William Fisher aus Großbritannien (0:5 Runden, 279:300 Punkte – 56:60, 55:60, 56:60, 56:60, 56:60)

- Dagfinn Ness
  - Leichtgewicht

Rang neun
Runde eins: Freilos
Runde zwei: Punktsieg gegen Fernando Riera aus Spanien (5:0 Runden, 300:285 Punkte – 60:56, 60:59, 60:56, 60:57, 60:57)
Runde drei: Niederlage gegen Abel Laudonio aus Argentinien durch technischen KO in der ersten Runde

### Fechten
Herren
- Leif Klette
  - Degen

Runde eins: ausgeschieden in Gruppe fünf (Rang sechs), ein Duell gewonnen – vier verloren, 14 Treffer erzielt – 22 erlitten
2:5-Niederlage gegen Giuseppe Delfino aus Italien
4:5-Niederlage gegen Paul Gnaier aus Deutschland
3:5-Niederlage gegen François Dehez aus Belgien
0:5-Niederlage gegen Kalevi Pakarinen aus Finnland
5:2-Sieg gegen Ralph Spinella aus den Vereinigten Staaten
  - Florett

Runde eins: ausgeschieden in Gruppe drei (Rang sechs), ein Duell gewonnen – vier verloren, 14 Treffer erzielt – 24 erlitten
2:5-Niederlage gegen Allan Jay aus Großbritannien
4:5-Niederlage gegen Jean Cerrottini aus der Schweiz
1:5-Niederlage gegen Franck Delhem aus Belgien
2:5-Niederlage gegen Boris Stawrew aus Bulgarien
5:4-Sieg gegen Tănase Mureşanu aus Rumänien

### Gewichtheben
Herren
- Arne Lanes
  - Mittelschwergewicht

Finale: 390,0 kg, Rang 15
Militärpresse: 115,0 kg, Rang 19
Reißen: 120,0 kg, Rang zehn
Stoßen: 155,0 kg, Rang zehn

### Kanu
Herren

Zweier-Kajak 1000 Meter
- Ergebnisse
Runde eins: in Lauf zwei (Rang acht) gescheitert, 3:52,63 Minuten
Runde eins Hoffnungslauf: in Lauf eins (Rang drei) für das Halbfinale qualifiziert, 3:50,62 Minuten
Halbfinale: ausgeschieden in Lauf zwei (Rang vier), 3:53,98 Minuten
- Mannschaft
Arne Ervig
Rolf Olsen

Einzel
- Rolf Olsen
  - Einer-Kajak 1000 Meter

Runde eins: in Lauf eins (Rang vier) gescheitert, 4:08,38 Minuten
Runde eins Hoffnungslauf: in Lauf eins (Rang drei) für das Halbfinale qualifiziert, 4:13,87 Minuten
Halbfinale: in Lauf zwei (Rang drei) für das Finale qualifiziert, 4:04,82 Minuten
Finale: 4:02,31 Minuten, Rang sechs

### Leichtathletik
Damen
- Unn Thorvaldsen
  - Speerwurf

Qualifikationsrunde: 41,99 Meter, Rang 20, nicht für das Finale qualifiziert
Versuch eins: ungültig
Versuch zwei: ungültig
Versuch drei: 41,99 Meter

Herren
- Roar Berthelsen
  - Weitsprung

Qualifikationsrunde: Gruppe C, 7,09 Meter, Rang elf, Gesamtrang 29, nicht für das Finale qualifiziert
Versuch eins: 6,72 Meter
Versuch zwei: 6,95 Meter
Versuch drei: 7,09 Meter

- Carl Fredrik Bunæs
  - 100 Meter Lauf

Runde eins: in Lauf eins (Rang zwei) für das Viertelfinale qualifiziert, 10,7 Sekunden (handgestoppt), 10,80 Sekunden (automatisch gestoppt)
Viertelfinale: ausgeschieden in Lauf zwei (Rang fünf), 10,5 Sekunden (handgestoppt), 10,69 Sekunden (automatisch gestoppt)
  - 200 Meter Lauf

Runde eins: in Lauf neun (Rang zwei) für das Viertelfinale qualifiziert, 21,3 Sekunden (handgestoppt), 21,46 Sekunden (automatisch gestoppt)
Viertelfinale: ausgeschieden in Lauf vier (Rang fünf), 21,4 Sekunden (handgestoppt), 21,50 Sekunden (automatisch gestoppt)

- Egil Danielsen
  - Speerwurf

Qualifikationsrunde: Gruppe A, 72,93 Meter, Rang acht, Gesamtrang 17, nicht für das Finale qualifiziert
Versuch eins: 69,26 Meter
Versuch zwei: 72,66 Meter
Versuch drei: 72,93 Meter

- Jan Gulbrandsen
  - 400 Meter Hürden

Runde eins: in lauf zwei (Rang eins) für das Halbfinale qualifiziert, 52,2 Sekunden (handgestoppt), 52,39 Sekunden (automatisch gestoppt)
Halbfinale: ausgeschieden in Lauf eins (Rang sechs), 52,4 Sekunden (handgestoppt), 52,56 Sekunden (automatisch gestoppt)

- Arne Hamarsland
  - 1500 Meter Lauf

Runde eins: in Lauf zwei (Rang drei) für das Finale qualifiziert, 3:44,4 Minuten (handgestoppt), 3:44,63 Minuten (automatisch gestoppt)
Finale: 3:45,0 Minuten (handgestoppt), Rang neun

- Stein Haugen
  - Diskuswurf

Qualifikationsrunde: Gruppe A, 52,75 Meter, Rang vier, Gesamtrang 16, für das Finale qualifiziert
Versuch eins: 52,75 Meter
Versuch zwei: ausgelassen
Versuch drei: ausgelassen
Finale: 53,36 Meter, Rang elf
Versuch eins: ungültig
Versuch zwei: ungültig
Versuch drei: 53,36 Meter

- Terje Pedersen
  - Speerwurf

Qualifikationsrunde: Gruppe A, 74,67 Meter, Rang sieben, Gesamtrang zwölf, für das Finale qualifiziert
Versuch eins: 74,67 Meter
Versuch zwei: ausgelassen
Versuch drei: ausgelassen
Finale: Wettkampf nicht angetreten

- Willy Rasmussen
  - Speerwurf

Qualifikationsrunde: Gruppe A, 77,95 Meter, Rang vier, Gesamtrang fünf, für das Finale qualifiziert
Versuch eins: 73,80 Meter
Versuch zwei: 77,95 Meter
Versuch drei: ungültig
Finale: 78,36 Meter, Rang fünf
Versuch eins: ungültig
Versuch zwei: 67,62 Meter
Versuch drei: 78,36 Meter
Versuch vier: ungültig
Versuch fünf: ungültig
Versuch sechs: 69,55 Meter

- Sverre Strandli
  - Hammerwurf

Qualifikationsrunde: 61,41 Meter, Rang neun, für das Finale qualifiziert
Versuch eins: 58,67 Meter
Versuch zwei: 61,41 Meter
Versuch drei: ausgelassen
Finale: 63,05 Meter, Rang elf
Versuch eins: ungültig
Versuch zwei: 62,02 Meter
Versuch drei: 63,05 Meter

- Tor Torgersen
  - Marathon

Finale: 2:27:30,0 Stunden, Rang 26

### Radsport
Herren
- Per Digerud
  - Straßenrennen (175,3 km)

Finale: 4:31:23 Minuten, Rang 71

### Ringen
Herren

Griechisch-römisch
- Harald Barlie
  - Weltergewicht

Rang 15, ausgeschieden nach Runde drei mit sieben Minuspunkten
Runde eins: Punktsieg gegen Ángel Cuetos aus Spanien, ein Minuspunkt
Runde zwei: Punktniederlage gegen Hrjhorij Hamarnik aus der Sowjetunion, vier Minuspunkte
Runde drei: Niederlage nach Punkten gegen Mithat Bayrak aus Ungarn, sieben Minuspunkte

- Oddvar Barlie
  - Mittelgewicht

Rang zehn, ausgeschieden nach Runde drei mit sechs Minuspunkten
Runde eins: Unentschieden gegen Bolesław Dubicki aus Polen, zwei Minuspunkte
Runde zwei: Schultersieg gegen Ronald Hunt aus Australien, zwei Minuspunkte
Runde drei: Schulterniederlage gegen Ion Ţăranu aus Rumänien, sechs Minuspunkte

- Roger Skauen
  - Leichtgewicht

Rang 15, ausgeschieden nach Runde drei mit sieben Minuspunkten
Runde eins: Punktsieg gegen Nick Stamulus aus Australien, ein Minuspunkt
Runde zwei: Schulterniederlage gegen Dumitru Gheorghe aus Rumänien, fünf Minuspunkte
Runde drei: Unentschieden gegen Bartolomäus Brötzner aus Österreich, sieben Minuspunkte

- John Tveiten
  - Bantamgewicht

Rang 23, ausgeschieden nach Runde zwei mit sieben Minuspunkten
Runde eins: Schulterniederlage gegen Oleg Nikolajewitsch Karawajew aus der Sowjetunion, vier Minuspunkte
Runde zwei: Punktniederlage gegen Ewald Tauer aus Deutschland, sieben Minuspunkte

### Rudern
Herren

Doppelzweier
- Ergebnisse
Runde eins: in Lauf zwei (Rang vier) gescheitert, 7:11,04 Minuten
Runde eins Hoffnungslauf: ausgeschieden in Lauf eins (Rang zwei), 7:02,88 Minuten
- Mannschaft
Harald Kråkenes
Sverre Kråkenes

### Schießen
Herren
- Hans Aasnæs
  - Tontaubenschießen

Qualifikation: 87 Punkte, Rang 27, für das Finale qualifiziert
Finale: 185 Punkte, Rang fünf

- Kurt Johannessen
  - Freie Scheibenpistole

Qualifikation: Gruppe zwei, Rang 15, für das Finale qualifiziert
Runde eins: 85 Punkte, Rang 17
Runde zwei: 86 Punkte, Rang 17
Runde drei: 88 Punkte, Rang 14
Runde vier: 87 Punkte, Rang elf
Finale: 531 Punkte, Rang 26
Runde eins: 89 Punkte, Rang 27
Runde zwei: 88 Punkte, Rang 28
Runde drei: 89 Punkte, Rang 29
Runde vier: 91 Punkte, Rang 15
Runde fünf: 85 Punkte, Rang 44
Runde sechs: 89 Punkte, Rang 16

- Erling Kongshaug
  - Kleinkaliber Dreistellungskampf

Qualifikation: Gruppe zwei, 545 Punkte, für das Finale qualifiziert
Kniend: 182 Punkte
Runde eins: 90 Punkte
Runde zwei: 92 Punkte
Liegend: 188 Punkte
Runde eins: 95 Punkte
Runde zwei: 93 Punkte
Stehend: 175 Punkte
Runde eins: 86 Punkte
Runde zwei: 89 Punkte
Finale: 1.104 Punkte, Rang 38
Kniend: 370 Punkte Rang 38
Runde eins: 93 Punkte
Runde zwei: 94 Punkte
Runde drei: 91 Punkte
Runde vier: 92 Punkte
Liegend: 384 Punkte Rang 44
Runde eins: 96 Punkte
Runde zwei: 95 Punkte
Runde drei: 94 Punkte
Runde vier: 99 Punkte
Stehend: 350 Punkte Rang 28
Runde eins: 87 Punkte
Runde zwei: 89 Punkte
Runde drei: 91 Punkte
Runde vier: 83 Punkte
  - Kleinkaliber liegend

Qualifikation: Gruppe eins, 384 Punkte, Rang 16, für das Finale qualifiziert
Runde eins: 96 Punkte, Rang 13
Runde zwei: 96 Punkte, Rang 19
Runde drei: 95 Punkte, Rang 24
Runde vier: 97 Punkte, Rang 20
Finale: 580 Punkte, Rang 22
Runde eins: 98 Punkte, Rang sieben
Runde zwei: 96 Punkte, Rang 21
Runde drei: 98 Punkte, Rang 19
Runde vier: 96 Punkte, Rang 38
Runde fünf: 95 Punkte, Rang 42
Runde sechs: 97 Punkte, Rang 23

- Magne Landrø
  - Kleinkaliber Dreistellungskampf

Qualifikation: Gruppe eins, 551 Punkte, für das Finale qualifiziert
Kniend: 187 Punkte
Runde eins: 91 Punkte
Runde zwei: 96 Punkte
Liegend: 188 Punkte
Runde eins: 95 Punkte
Runde zwei: 93 Punkte
Stehend: 176 Punkte
Runde eins: 88 Punkte
Runde zwei: 88 Punkte
Finale: 1.103 Punkte, Rang 39
Kniend: 364 Punkte, Rang 50
Runde eins: 88 Punkte
Runde zwei: 91 Punkte
Runde drei: 93 Punkte
Runde vier: 92 Punkte
Liegend: 389 Punkte, Rang 24
Runde eins: 98 Punkte
Runde zwei: 96 Punkte
Runde drei: 97 Punkte
Runde vier: 98 Punkte
Stehend: 350 Punkte, Rang 28
Runde eins: 88 Punkte
Runde zwei: 85 Punkte
Runde drei: 91 Punkte
Runde vier: 86 Punkte

- Tor Richter
  - Kleinkaliber liegend

Qualifikation: Gruppe zwei, 389 Punkte, Rang sechs, für das Finale qualifiziert
Runde eins: 96 Punkte, Rang 13
Runde zwei: 99 Punkte, Rang vier
Runde drei: 97 Punkte, Rang sieben
Runde vier: 97 Punkte, Rang neun
Finale: 577 Punkte, Rang 34
Runde eins: 94 Punkte, Rang 41
Runde zwei: 98 Punkte, Rang sechs
Runde drei: 96 Punkte, Rang 34
Runde vier: 95 Punkte, Rang 43
Runde fünf: 97 Punkte, Rang 21
Runde sechs: 97 Punkte, Rang 24

- Nic Zwetnow
  - Schnellfeuerpistole

Finale: 531 Punkte, Rang 52
Runde eins: 243 Punkte, Rang 56
Runde zwei: 288 Punkte, Rang 16

### Segeln
Herren

5,5-m-R-Klasse
- Ergebnisse
Finale: 3765 Punkte, Rang sieben
Rennen eins: 234 Punkte, 3:02:41 Stunden, Rang 14
Rennen zwei: 903 Punkte, 2:36:54 Stunden, Rang drei
Rennen drei: 380 Punkte, 2:35:35 Stunden, Rang zehn
Rennen vier: 535 Punkte, 2:49:34 Stunden, Rang sieben
Rennen fünf: 778 Punkte, 2:25:18 Stunden, Rang vier
Rennen sechs: 266 Punkte, 2:22:06 Stunden, Rang 13
Rennen sieben: 903 Punkte, 2:19:16 Stunden, Rang drei
- Mannschaft
Finn Ferner
Odd Harsheim
Knut Wang

Drachen
- Ergebnisse
Finale: 5403 Punkte, Rang vier
Rennen eins: 254 Punkte, 3:45:17 Stunden, Rang 19
Rennen zwei: 687 Punkte, 2:00:42 Stunden, Rang sieben
Rennen drei: 491 Punkte, 2:52:05 Stunden, Rang elf
Rennen vier: 328 Punkte, 3:09:49 Stunden, Rang 16
Rennen fünf: 833 Punkte, 2:35:54 Stunden, Rang fünf
Rennen sechs: 1.532 Punkte, 2:26:43 Stunden, Rang eins
Rennen sieben: 1.532 Punkte, 2:31:11 Stunden, Rang eins
- Mannschaft
Arild Amundsen
Øivind Christensen
Carl Otto Svae

Star
- Ergebnisse
Finale: 6774 Punkte, Rang eins 
Rennen eins: 1.291 Punkte, 2:32:04 Stunden, Rang zwei
Rennen zwei: 1.291 Punkte, 2:24:15 Stunden, Rang zwei
Rennen drei: 592 Punkte, 2:16:36 Stunden, Rang zehn
Rennen vier: 893 Punkte, 2:43:29 Stunden, Rang fünf
Rennen fünf: 1.592 Punkte, 2:10:04 Stunden, Rang eins
Rennen sechs: 1.115 Punkte, 2:12:04 Stunden, Rang drei
Rennen sieben: 592 Punkte, 2:15:07 Stunden, Rang zehn
- Mannschaft
Bjørn Bergvall
Peder Lunde junior

Einzel
- Per Jordbakke
  - Finn-Dinghi

Finale: 3822 Punkte, Rang 13
Rennen eins: 101 Punkte, Rennen nicht beendet (DNF)
Rennen zwei: 441 Punkte, 2:08:23 Stunden, Rang 16
Rennen drei: 390 Punkte, 1:45:47 Stunden, Rang 18
Rennen vier: 691 Punkte, 2:16:24 Stunden, Rang neun
Rennen fünf: 691 Punkte, 1:55:50 Stunden, Rang neun
Rennen sechs: 742 Punkte, 1:53:34 Stunden, Rang acht
Rennen sieben: 867 Punkte, 1:52:30 Stunden, Rang sechs

### Turnen
Herren
- Åge Storhaug
  - Einzelmehrkampf

Finale: 109,60 Punkte (53,95 Punkte Pflicht – 55,65 Punkte Kür), Rang 42, nicht für das Finale qualifiziert
Barren: 18,45 Punkte (9,05 Punkte Pflicht – 9,40 Punkte Kür), Rang 37
Bodenturnen: 18,45 Punkte (9,20 Punkte Pflicht – 9,25 Punkte Kür), Rang 30
Pferdsprung: 17,55 Punkte (8,40 Punkte Pflicht – 9,15 Punkte Kür), Rang 89
Reck: 18,20 Punkte (9,00 Punkte Pflicht – 9,20 Punkte Kür), Rang 59
Ringe: 18,20 Punkte (8,95 Punkte Pflicht – 9,25 Punkte Kür), Rang 59
Seitpferd: 18,75 Punkte (9,35 Punkte Pflicht – 9,40 Punkte Kür), Rang 151